# Rab (proteína)
As Rabs constituem uma família de proteínas de reconhecimento e endereçamento com função GTPase que, juntamente com outras proteínas, fazem parte do sistema de transporte e de reconhecimento de vesículas e certas organelas em células eucarióticas, controlando o ancoramento (docking) dos compartimentos envolvidos (membrana do compartimento transportado à do compartimento alvo), ou seja, assegurando que a membrana do compartimento em questão se aloque no sítio ativo correto através do qual será incorporada via fusão de membranas mediada por SNARE. Muitas vesículas transportadoras só se formam se um tipo específico de proteína Rab e SNARE estiverem acopladas a sua membrana, permitindo assim que a vesícula funda corretamente sua membrana com a do seu alvo.

## Rabs
Para garantir a eficiência e especificidade do transporte de compartimentos dentro de uma célula (por exemplo, transporte de vesículas), eles devem apresentar alta especificidade com seu alvo, que é uma proteína específica contida na membrana-alvo correta com a qual se fundirão, sendo essa proteína chamada Rab efetora. Como existe um grande número e uma ampla variedade de compartimentos citoplasmáticos, uma vesícula, por exemplo, provavelmente encontrará várias membranas em seu trajeto até o alvo. Para identificá-lo corretamente, ambos (a vesícula e seu alvo) apresentam em sua membrana proteínas específicas de reconhecimento e endereçamento que proporcionam, por afinidade estrutural, a correta e eficiente identificação e interação. Para esse processo ocorrer, é necessário que essa vesícula apresente em sua membrana dois tipos de proteína: a proteína de direcionamento Rab, que leva em consideração a identidade do compartimento e sua carga, e a proteína de ancoramento SNARE, que permite a fusão das membranas dos compartimentos envolvidos.
As Rab são GTPases de recrutamento de revestimento monoméricas, das quais são conhecidas mais de 60 variedades, representando então a maior subfamília dessas GTPases. Existem diversos tipos de proteína Rab, cada um associando um compartimento a uma ou mais vias biossintéticas-secretoras (secreção hormonal, liberação de neurotransmissores e imunoglobulinas, etc.) ou endocíticas (degradação de partículas captadas por endocitose) e possuindo pelo menos uma proteína Rab específica em sua membrana citosólica, contribuindo para a identidade estrutural e funcional das organelas intracelulares.

## Rabs e GTP
As proteínas RAB são constitutivamente produzidas em células eucarióticas - o que indica uma função crucial em sua fisiologia - alternando entre duas conformações espaciais que possuem como ligante GDP ou GTP e que, dessa forma, as fazem estar ora aderidas às membranas, ora livres no citosol. Essa alternância permite a Rab regular a formação reversível de complexos proteicos nas membranas, processo esse explicado no próximo tópico. 
Em seu estado ligado ao GDP, as Rabs permanecem inativas e associadas a outra proteína, o inibidor da dissociação entre RAB e GDP, ou GDI, que induz uma alteração conformacional em sua estrutura tridimensional que a torna mais hidrofílica; em consequência disso, elas ficam livres no citoplasma. Para a Rab se associar ao GTP, é necessária a ação da proteína de membrana Rab-GEF (GEF: Guanosine nucleotide Exchange Factor, "fator de troca de nucleotídeos guanosina"), que induz a troca do GDP pelo GTP e, portanto, altera a condição energética da Rab, já que a molécula de GTP apresenta maior energia. Após esse evento, a Rab sofre uma alteração conformacional que expõe uma sequência apolar de ancoramento que a faz aderir firmemente à membrana, tornandoa ativa. É importante relembrar que a Rab no estado ligado ao GTP pode estar associada a ambas as membranas (membrana do compartimento transportado e do alvo), ou a apenas uma. 
Assim que a Rab estiver associada à membrana, ela se liga a outras proteínas, as Rab efetoras, cuja estrutura e função varia bastante, dando à Rab a possibilidade de se ligar a diferentes efetores. As Rab efetoras podem ser proteínas motoras ou proteínas de enovelamento. No primeiro caso, elas promovem o direcionamento e a propulsão das vesículas para o transporte ao longo de filamentos de actina ou microtúbulos até o alvo; no segundo, elas aproximam a membrana para ser enovelada e fundida mediante ação de uma variedade de outras proteínas (SNARE, por exemplo). 
Durante o ancoramento e fusão das membranas das proteínas, uma Rab-GAP (GAP: GTPase Activating Protein, "Proteína ativadora de GTPase") induz a Rab a hidrolisar GTP em GDP, que altera sua conformação, desacoplando-se da membrana, ligando-se ao GDI e tornando-se inativa e solúvel, portanto livre no citoplasma e disponível para outros processos.

## Mecanismo

Figura 13-17 A formação do domínio da Rab5 na membrana do endossomo. Uma Rab5-GEF na membrana do endossomo liga uma proteína Rab5 e induz a transformação de GDP em GTP. GDI é perdido e a ligação com a GTP altera a conformação da proteína Rab, deixando exposta uma hélice anfifílica e covalentemente ligada a um grupo lipídico, que juntos ancoram a Rab5-GTP a membrana. A Rab5 ativa a PI 3-cinase, que converse PI em PI(3)P. PI(3)P e Rab5 ativa juntas ativam a variedade da proteína Rab efetora que contem sítios de ligação da PI(3)P, incluindo proteínas filamentosas de encaixe que capturam vesículas de entrada revestida por clatrinas vindas da membrana plasmática. Com a ajuda de outra efetora, Rab5 ativa também recruta mais Rab5-GEF, encaixando ainda mais o conjunto do domínio da Rab com a membrana. Ciclos controlados de hidrolise de GTP e troca de GDP por GTP regula dinamicamente o tamanho e a atividade dos domínios Rab. Ao contrário das SNARE, que são proteínas integrais da membrana, o ciclo GTP-GDP, junto do ciclo de translocação membrana-citosol, dota a maquinaria da Rab com a habilidade de sofrer montagem e desmontagem na membrana. (Adaptado de M. Zeral e H. McBride, Nat. Rev. Mol. Cell Bio. 2:107-117, 2001.) Imagem e legenda traduzidas e retiradas de Alberts, B., Bray, D., Lewis, J., Raff, M., Roberts, K., & Watson, J. D. (2014). Molecular Biology of The Cell. 6th. New York: Garland Science, p. 707.

Para a formação dos complexos proteicos citados no tópico anterior, isto é, complexos de Rab ligada a GTP com outras proteínas necessários para o endereçamento e reconhecimento de compartimentos, são necessárias várias etapas e a ação de diversas proteínas que se integram com diferentes cascatas de biossinalização. Dessa forma, a formação e transporte de vesículas e outros compartimentos é um processo extremamente integrado com outros processos dentro da fisiologia da célula, conforme será exposto a seguir. 
Os complexos das Rab5, por exemplo, formam-se durante a endocitose de partículas capturadas pela célula em vesículas endocíticas. Uma mutação nessa proteína que inviabilizasse sua função daria origem a uma série de complicações que são descritas num tópico mais adiante, em que são abordados exemplos da importância das Rabs para a fisiologia celular. Para que esse complexo se forme, é necessária a ocorrência das seguintes etapas: quando um complexo Rab5-GDP/GDI se encontra com uma Rab5-GEF anexada à membrana, ocorre uma mudança estrutural nele, fazendo com que o GDI se desacople e a Rab5-GDP seja convertida em Rab5-GTP. 
Com a exposição do sítio de ancoramento descrita no tópico anterior, a Rab5-GTP se adere firmemente à membrana e torna-se ativa, recrutando mais Rab5-GEF para o compartimento, aumentando o recrutamento de Rab5-GTP no mesmo local. A Rab5, então, ativa a PI3K, que converte PI em PI3P, ligando Rab efetores (incluindo proteínas de enovelamento) ao complexo em formação, estabilizando-os. Dessa forma, o complexo proteico é formado, permitindo o endereçamento da vesícula na via endocítica.

## Vias de Ativação de Rab

Figura 13-18 Modelo de uma via de ativação genérica de Rab. A ativação local de uma RabA-GEF leva a montagem de uma RabA a uma membrana. RabA antiva recruta proteínas efetoras, sendo uma a GEF para a RabB. A RabB-GEF então recruta a RabB para a membrana, que em seguida recruta mais proteínas efetoras, dentre elas a GAP para a proteína RabA. A RabB-GAP ativa a hidrolise da RabA GTP levando a inativação da RabA e a desmontagem do domínio da RabA enquanto o domínio da RabB cresce. Desse modo, o domínio da RabA é irreversivelmente substituído pelo domínio da RabB. A princípio, essa sequência pode continuar com o recrutamento da próxima GEF pela RabB. (Adaptado de A.H. Hatagalung e P.J. Novick, Physiol. Rev. 91:119-149. 2011)
Imagem e legenda traduzidas e retiradas de Alberts, B., Bray, D., Lewis, J., Raff, M., Roberts, K., & Watson, J. D. (2014). Molecular Biology of The Cell. 6th. New York: Garland Science, p. 708.

Existem vias moleculares responsáveis por desassociar complexos de Rab e associar outros complexos diferentes com um tipo diferente de Rab. A consequência desse processo é a alteração da identidade do compartimento em questão, e essa via ordenada de recrutamento de Rab's atuantes denomina-se de via de ativação de Rab. 
Ao longo do tempo, domínios de um tipo de Rab podem ser repostos por domínios de outro tipo de Rab, induzindo uma série de alterações na composição e função desse compartimento. Isso pode ocorrer, por exemplo, para reciclagem de receptores de membrana ou para transformar um endossomo inicial em tardio. 
Com essa alteração, a composição da membrana pode mudar, induzindo uma necessidade celular de sintetizar novos componentes de membrana e reciclar outros, reprogramando o compartimento. No exemplo da reprogramação do endossomo inicial, ocorre alteração de complexos de Rab5 para Rab7, e mudanças no acomplamento de diferentes Rab efetores, além de induzir mudanças na dinâmica da membrana e na posição desse compartimento dentro da célula. Todas as proteínas do endossomo inicial que não foram recicladas para a membrana farão parte do endossomo tardio, já que o caráter autoamplificador da via de ativação de Rab torna essa reprogramação irreversível, no processo conhecido como maturação de endossomos.
Um exemplo diferente seria o da reciclagem de proteínas integrais do retículo endoplasmático presentes no aparato de Golgi de volta ao retículo, constituindo a via retrógrada de transporte.

## Exemplos
Como demonstrado anteriormente, as proteínas Rabs fazem parte do sistema de transporte e de reconhecimento de compartimentos; portanto, deficiências no sistema de transporte de organelas e vesículas podem estar intimamente relacionadas a mutações envolvendo essas proteínas. Conforme demonstrado na tabela 1, existem diferentes modelos de proteína Rab, cada um especializado em determinado tipo de compartimento. A Rab5 (específica para a formação de vclatrina e endossoma precoce) e a Rab7 (marcador para endossomas tardios e fusão de endossomas precoces com os endossomas tardios), por exemplo, estão envolvidas na regulação dos eventos de transporte e fusão de endossomas ao longo da via endocítica, sendo que experimentos que levam ao esgotamento de Rab5 dentro da célula levam ao desaparecimento do sistema de membrana endossomo-lisossomo por completo. Já a Rab3 e a Rab3a (presentes no processo de sinapse química) estão envolvidas no processo de exocitose dependente de cálcio.
As Rabs também têm um papel fundamental na transmissão de informação ao longo do sistema nervoso, já que o processo de propagação do impulso nervoso pode ocorrer através do modo de comunicação celular conhecido como sinapse química. O processo da sinapse química é iniciado pela secreção (exocitose) de neurotransmissores (por exemplo: acetilcolina, histamina, ácido gama-aminobutírico - GABA - entre outros) nas fendas sinápticas que irão atuar em proteínas receptoras presentes na membrana do neurônio subsequente, podendo promover a excitação ou a inibição desse neurônio. As proteínas Rab3 são responsáveis pelo endereçamento, reconhecimento e o controle do fluxo das vesículas sinápticas, já que os neurotransmissores são armazenados em vesículas que devem se fundir à membrana para liberar seu conteúdo, conforme exposto.
Conforme demonstrado nos tópicos anteriores, as Rabs exercem um papel fundamental na manutenção da homeostase celular, sendo que mutações em proteínas Rabs podem estar relacionadas a diferentes doenças, como diversos tipos de câncer e doenças neurológicas (por exemplo: doença de Parkinson, doença de Hurtington e síndrome do carpinteiro), já que os neurônios podem ser mais sensíveis às perturbações no tráfego de membrana devido à sua estrutura e função polarizadas únicas. Diversas mutações em diferentes Rabs já foram relacionadas ao aparecimento de diversos tipos de câncer, pois o tráfego de membrana desempenha um papel significativo na sua biologia, principalmente na perda de polaridade celular e na transformação metastática de células tumorais. O exemplo melhor caracterizado de Rab envolvido em câncer é da Rab25, uma proteína intimamente relacionada com a Rab11, que regula a endocitose apical e a transcitose em células epiteliais. A proteína Rab25 é regulada positivamente em certos cânceres de mama e de ovário, devido à amplificação de uma região cromossômica contendo o gene Rab25. A superexpressão resultante de Rab25 está associada a formas mais agressivas do câncer associado e a uma menor taxa de sobrevivência do paciente.
Já a proteína Rab5 é necessária para a manutenção do sistema biogênico endossomal, porém uma superexpressão dessa proteína está associada ao surgimento de metástases em diversos tipos de cânceres (por exemplo, o câncer de pâncreas e o de mama), já que a caveolina-1 (CAV1) estimula a ativação de Rab5, levando ao aumento da atividade de Rac1 e migração de células cancerosas. 
Estudos de modelos de desordens neurodegenerativas mostraram que neurônios afetados apresentam uma deficiência no sistema de transporte de compartimentos anterior à formação de agregados insolúveis, o que culmina com o inchaço axonal e acúmulo de proteínas motoras, organelas e vesículas no corpo do neurônio em processo degenerativo. As Rabs que mais estão envolvidas no processo neurodegenerativo são as Rabs 1, 4, 5, 6, 11 e 32, como por exemplo, a doença de Alzheimer, que está associada a superexpressão da Rab6.
Vimos acima que vias reguladas por proteínas Rabs podem ser perturbadas para causar doenças. Essa é uma maneira de demonstrar o importante papel das proteínas Rabs na fisiologia celular (já que elas estão envolvidas nos processos de transporte e formação de vesículas), e como cada Rab atua na fisiologia celular.